# Jaronínská bučina
Jaronínská bučina je přírodní rezervace v okrese Český Krumlov. Nachází se v Blanském lese, na východním svahu severního výběžku granulitového masivu hory Buglata, dva kilometry severně od Jaronína. Je součástí chráněné krajinné oblasti Blanský les a stejnojmenné evropsky významné lokality. Území dnes zaujímá plochu 13,70 ha (nejcennější část 4,98 ha) a leží v nadmořské výšce 746–818 m n. m.
Předmětem ochrany je zbytek starého podhorského smíšeného lesa přirozené druhové skladby. Porost má místy suťový charakter. V nejvyšší části rezervace jsou četné lavicovitě zvětralé skalní útvary a kamenná moře, které jsou tvořeny světlou dvojslídnou žulou, přestože v geologickém podloží je zastoupen nejvíce granulit. Významná je fauna bezobratlých a početné ptačí populace vázané na staré smíšené porosty.

## Lokalita
Přírodní rezervace se nachází v Jihočeském kraji v okrese Český Krumlov uvnitř CHKO Blanský les asi pět kilometrů severně od obce Brloh na východních svazích severního výběžku masívu Buglaty (832 m n. m.) v nadmořské výšce 746–818 m n. m.
Výměra přírodní rezervace činí 13,70 ha (jádro rezervace 4,98 ha). Na severním cípu území rezervace se nachází křižovatka pěti cest. Cesty ohraničují rezervaci na severní a severovýchodní straně. Západní a jihovýchodní hranice vedou lesem. Celou rezervaci tvoří podhorský smíšený les, morfologicky významné jsou periglaciálně modelované skalní útvary.

## Historie
Přírodní rezervace Jaronínská bučina byla původně vyhlášena zřizovacím předpisem ministerstva kultury ČSR, který nabyl účinnosti 6. prosince 1973. Znovu byla rezervace vyhlášena nařízením AOPK ČR ze dne 1. července 2015. Hlavním důvodem nového vyhlášení bylo přičlenění zbytku starého porostu na západ od původní rezervace. Les na této ploše má do budoucna předpoklady k pestré věkové struktuře se zastoupením převážně buku a jedle. Další přičleněnou plochou byla část lesa na východ od jádra rezervace, kterou dnes pokrývá mladý porost s převahou javoru klenu, buku a jedle a s příměsí jilmu a dalších listnáčů. Území bylo hájeno a vyjmuto z těžeb mnohem dříve, než zde byla přírodní rezervace poprvé vyhlášena. Doklady o úmyslných těžbách na této lokalitě nejsou známy. Jednalo se o zájmovou lokalitu Schwarzenbergů, kteří Českokrumlovské panství zdědili roku 1710 po rodu Eggenbergů. V těsné blízkosti rezervace se nachází stará roubená lovecká chata.

## Přírodní poměry

### Klima
Chráněná krajinná oblast Blanský les leží ve srážkovém stínu Šumavy, což způsobuje menší množství srážek, teplejší a méně větrné klima na jeho území. PR Jaronínská bučina leží v mírně teplé klimatické oblasti (MT3).

### Geologie a pedologie

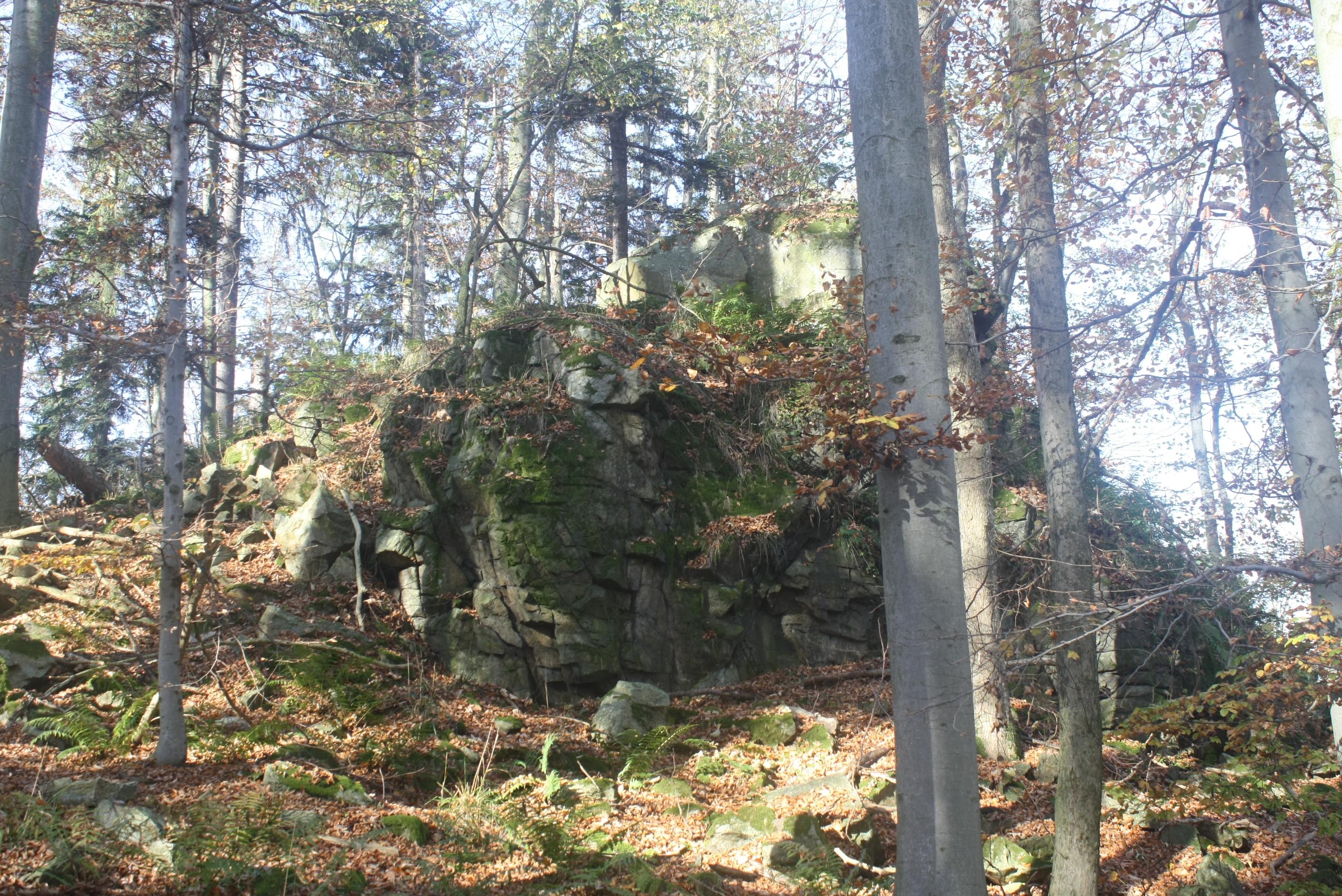
Skalní útvary v jádrové části rezervace

Nejvýznamnější horninou podloží je granulit. Na území přírodní rezervace se nacházejí četné skalní útvary tvořené především světlou dvouslídou žulou, které dokládají periglaciální modelaci terénu. Patří mezi ně mrazové sruby, tory, skalní hradby, balvanové proudy a kamenná moře. Půdu tvoří rankerové a mezotrofní až eutrofní kambizemě.

### Flóra

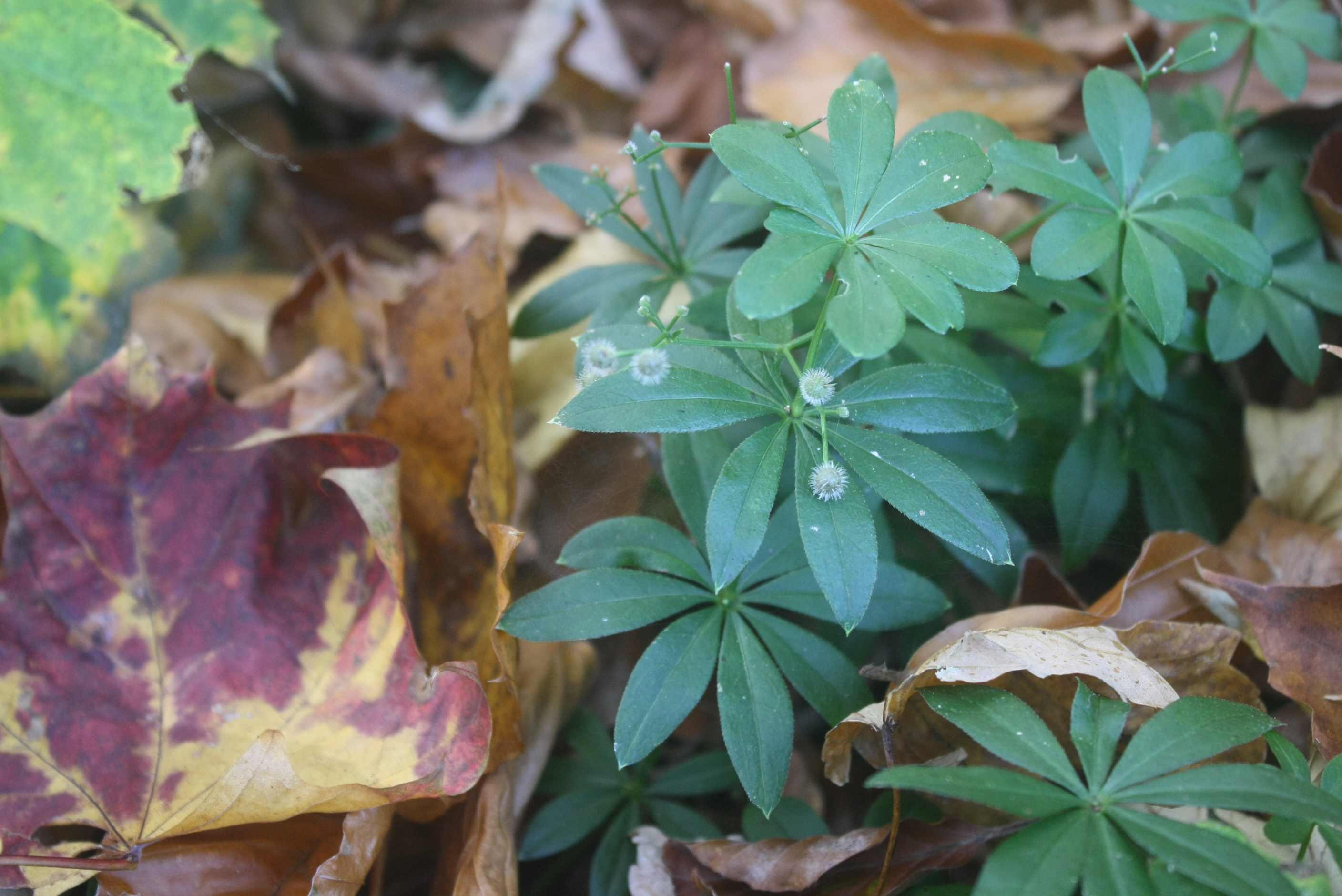
Mařinka vonná patří mezi běžné byliny květnatých bučin

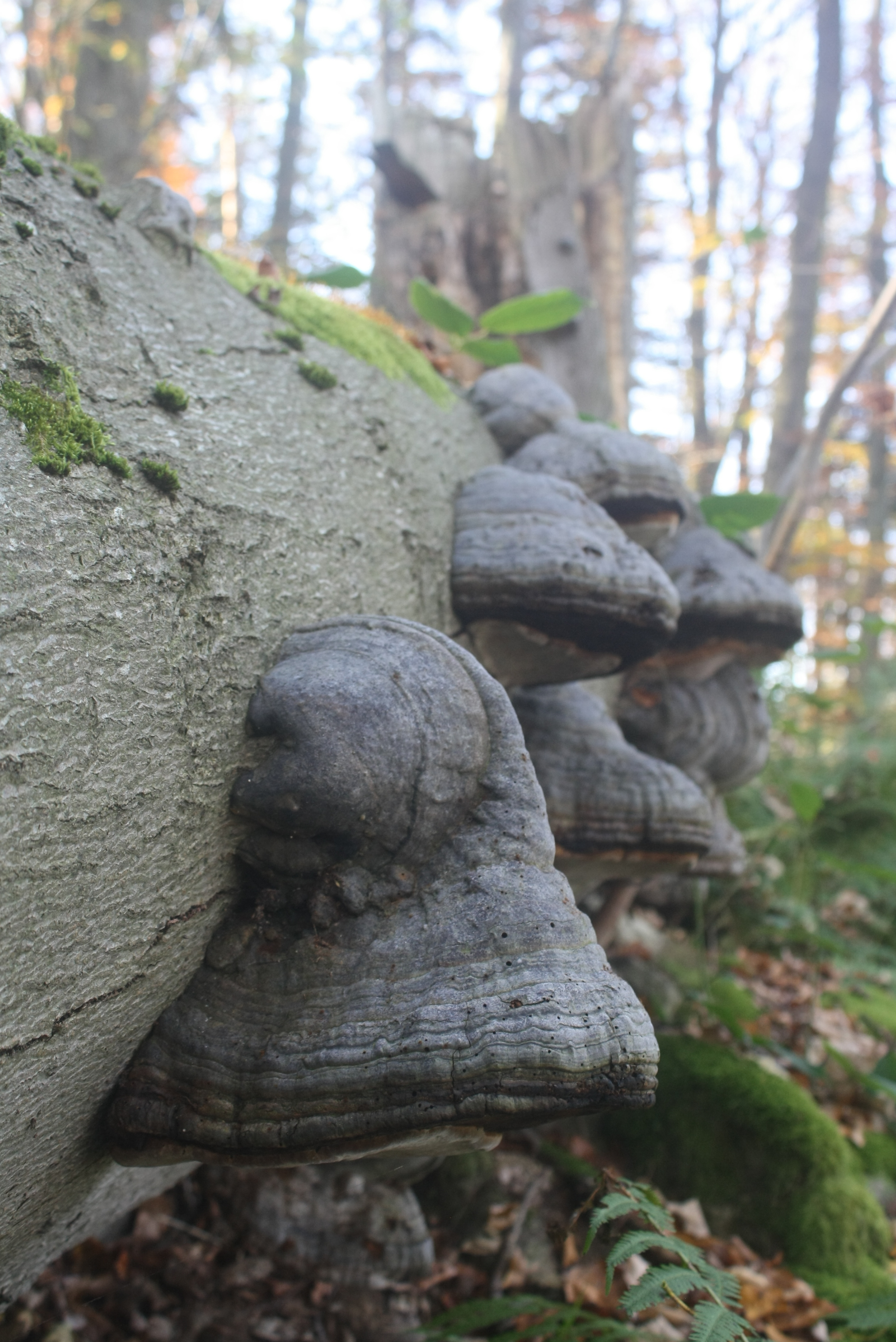
Různé druhy hub využívají ke svému životu tlející dřevo padlých stromů

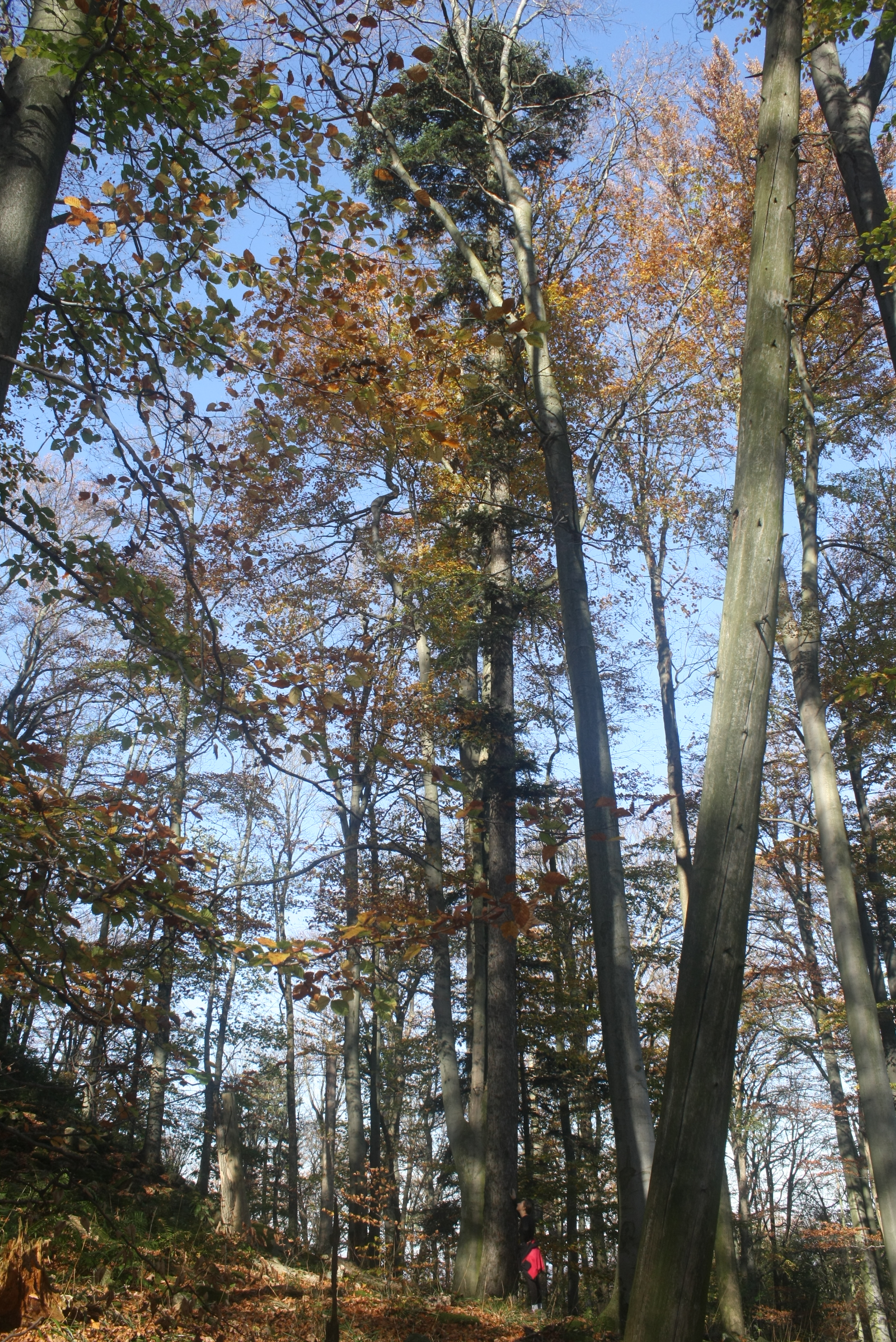
Vzrostlé buky a jedle v suťovém lese. Suché stromy jsou ponechány na místě.

Lesy rezervace patří mezi nejstarší porosty na území CHKO Blanský les. Nejstarší stromy jsou staré až 280 let a přestárlý hřbetový porost je již ve stadiu samovolného rozpadu. Jádro rezervace tvoří ekosystém suťových lesů, tzv. bažanková jasenina (Mercuriali-Fraxinetum), který zaujímá asi 42 % plochy chráněného území. Nejhojněji zastoupen je buk lesní (Fagus sylvatica) až v 70 %, dále zde v 11 % nacházíme javor klen (Acer pseudoplatanus), v 6 % jedli bělokorou (Abies alba), lípu srdčitou (Tilia cordata) a jilm horský (Ulmus glabra). Podíl jedle a jilmu v posledních několika desetiletích významně poklesl. Jilm horský (Ulmus glabra) byl dříve zastoupen až v 10 %, dnes je zde vzácný, protože ho zahubila grafióza. Místy je ale hojně omlazen. Ojediněle lze na svěžích balvanitých stanovištích najít i jasan ztepilý (Fraxinus excelsior). Také bylinné patro je v bažankové jasenině velmi bohaté. Najít zde lze věsenku nachovou (Prenanthes purpurea), pšeníčko rozkladité (Milium effusum), lýkovec jedovatý (Daphne mezereum), svízel vonný neboli mařinku vonnou (Galium odoratum), kyčelnici devítilistou (Cardamine enneaphyllos), bažanku vytrvalou (Mercurialis perennis), hluchavku skvrnitou (Lamium maculatum), dymnivku dutou (Corydalis cava), samorostlík klasnatý (Actaea spicata), pitulník horský (Galeobdolon montanum), řeřišnici nedůtklivou (Cardamine impatiens), kapraď samec (Dryopteris filix-mas) a vraní oko čtyřlisté (Paris quadrifolia). Při úpatí sutí nacházíme i nitrofilnější druhy jako je kopřiva dvoudomá (Urtica dioica) nebo bršlice kozí noha (Aegopodium podagraria). Acidofilní bučiny tvoří necelých 7 % plochy chráněného území. Na svazích mimo sutě se nachází tzv. kostřavové bučiny (Festuco altissimae-Fagetum) pojmenované podle převažující byliny celkově chudšího bylinného patra kostřavy lesní (Festuca altissima), významný je zde výskyt v jihočeském regionu vzácné ječmenky evropské neboli lesní (Hordelymus europaeus). Tento ekosystém zaujímá asi 40 % plochy chráněného území. V okrajových částech rezervace převládá smrk ztepilý (Picea abies). Chráněná je také štěrbinová vegetace silikátových skal a drolin, která se nachází ve skalních útvarech na vrcholu severojižně orientovaného hřebene. V rezervaci bylo v roce 2004 uměle vysazeno pět jedinců silně ohroženého tisu červeného (Taxus baccata).

### Fauna

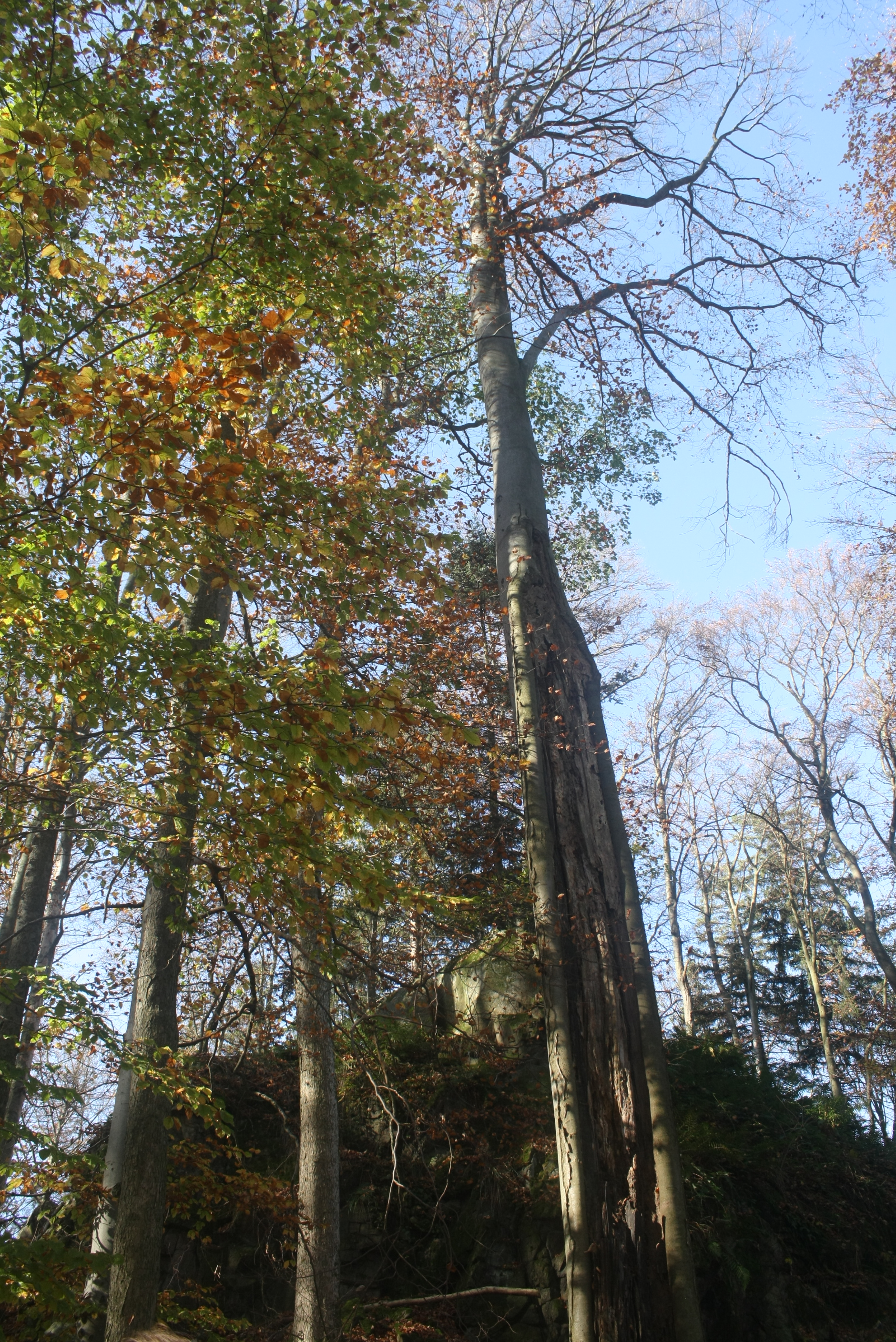
V dutinách stromů mohou hnízdit ptáci

#### Bezobratlí
V rezervaci bylo dříve nalezeno více než 20 druhů plžů. V aktuálním plánu péče (na období 2015 - 2024) je ale jmenovitě uvedeno pouze pět druhů. Četný je zde alpsko-dinárský zemoun skalní (Aegopis verticillus). Nalezena zde byla i na prostředí velmi citlivá jehlovka hladká (Platyla polita). Dále se zde ojediněle vyskytují vrkoč horský (Vertigo alpestris), skelnička zjizvená (Vitrea subrimata), řasnatka nadmutá (Macrogastra tumida) a závornatka křížatá (Clausilia cruciata). Žijí zde dva druhy střevlíků – zvláště chráněný střevlík nepravidelný (Carabus irregularis) a střevlík vypouklý (Carabus convexus). Dalším broukem vyskytujícím se na území je trojáč měďobarvý (Triplax aenea) žijící ve stromových houbách a úzkoštítník zúžený (Cychrus attenuatus). Mezi druhy dvoukřídlých typických pro smíšené lesy patří octomilka (Hirtodrosophila trivittata) nebo lanýžovka (Suillia univittata).

#### Obojživelníci
Vzácně se zde vyskytuje silně ohrožený čolek horský (Triturus alpestris).

#### Ptáci
Z chráněných obratlovců v rezervaci žije holub doupňák (Columba oenas) hnízdící v dutinách starých stromů a lejsek malý (Ficedula parva), vzácně datlík tříprstý (Picoides tridactylus), kulíšek nejmenší (Glaucidium passerinum), puštík obecný (Strix aluco), sýc rousný (Aegolius funereus), ořešník kropenatý (Nucifaga caryocatactes) a krkavec velký (Corvus corax).

#### Savci
Ojediněle se zde vyskytuje plšík lískový (Muscardinus avellanarius), vzácně rejsek horský (Sorex alpinus). V oblasti se v rámci velkého teritoria občasně pohybuje rys ostrvid (Lynx lynx), který má oblibu ve skalnatých návrších s dobrým rozhledem. Dle červeného seznamu ČR jde o ohrožený druh.

## Ochrana

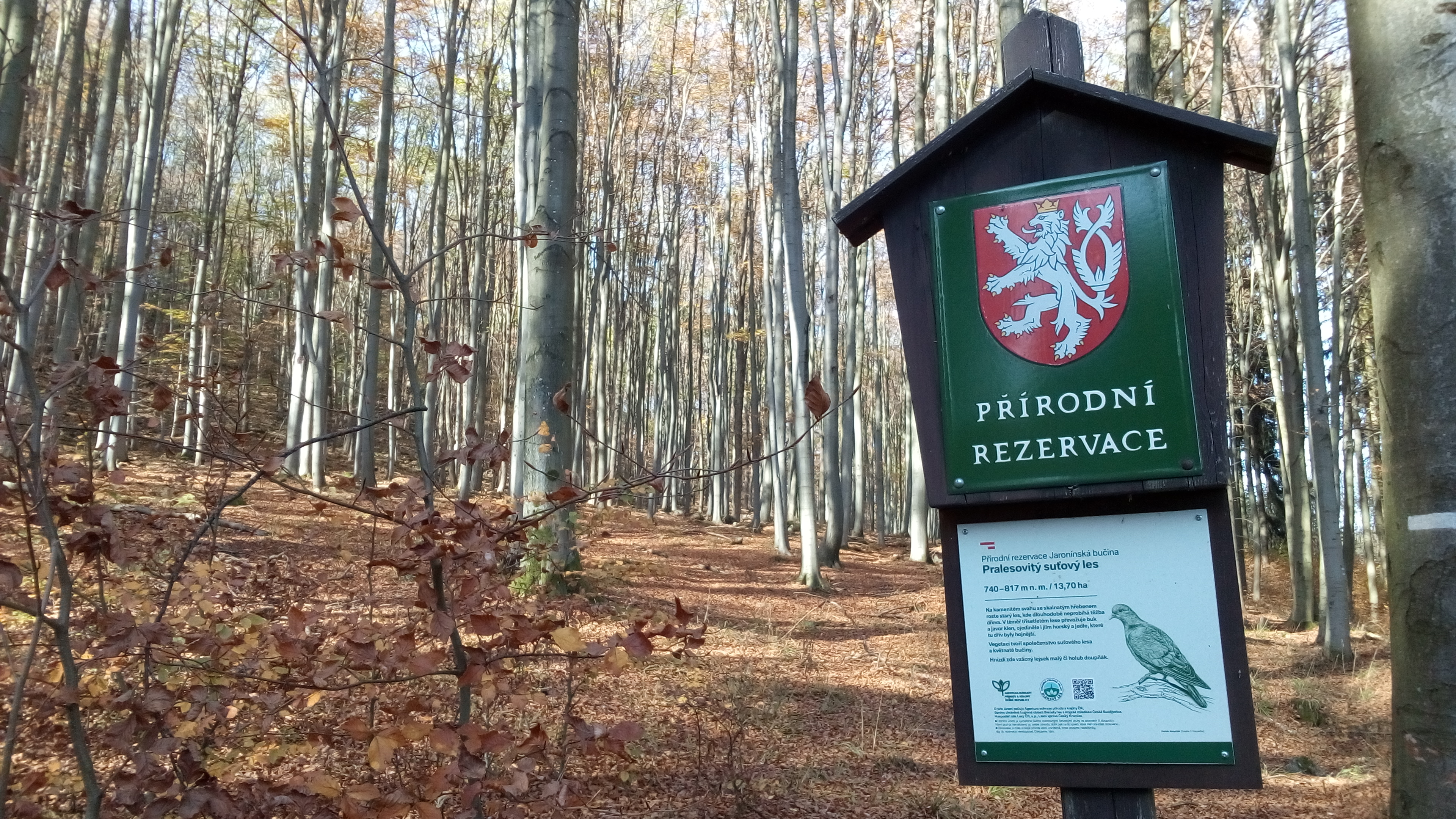
Okrajová východní část PR Jaronínská bučina

O území pečuje Agentura ochrany přírody a krajiny ČR, Správa chráněné krajinné oblasti Blanský les a krajské středisko České Budějovice. Hospodaří zde Lesy ČR, Lesní správa Český Krumlov. Předmětem ochrany je „podhorský autochtonní smíšený les s přirozenou druhovou skladbou, s významnou faunou bezobratlých, početnými populacemi druhově pestré avifauny vázané na staré smíšené porosty, a s periglaciálně modelovanými skalními útvary.“  Cílem ochrany je udržet příznivý stav přirozeného lesního porostu, jádro rezervace nechat samovolnému vývoji, v okrajových částech zvýšit zastoupení některých původních dřevin jako je jilm, jedle nebo javor klen, a podpořit pestrou strukturu porostů.

### Management ochrany
Hlavní snahou je ponechat jádro rezervace dalšímu samovolnému vývoji, neprovádět zde těžební zásahy a veškerou odumřelou dřevní hmotu ponechávat k samovolnému zetlení. Perspektivním cílem je zapojit později přičleněnou západní část rezervace. Zde probíhala v minulosti těžba, v současné době je zde odrůstající spodní etáž s převahou buku. Záměrem je vytvoření druhově i věkově diferencovaného porostu. Z toho důvodu byly na zmlazení jedle umístěny individuální oplůtky, aby nebyly tyto stromky utlačovány převažujícím bukem. Mimo plochy ponechané samovolnému vývoji je možno výsadbou doplnit chybějící nebo málo zastoupené druhy (jedle, jilm, javor, lípa) místního původu. Potřeba ochrany proti obvyklým škůdcům se vzhledem k druhovému složení lesa nepředpokládá, v úvahu připadá ochrana lesa proti okusu zvěří. Nahodilou těžbu lze provádět v okolí cest z bezpečnostních důvodů a v okrajových částech PR lze provádět nahodilou těžbu smrku. Do rezervace je návštěvníkům z důvodů zranitelnosti zdejší přírody vstup zakázán.

## Přístup

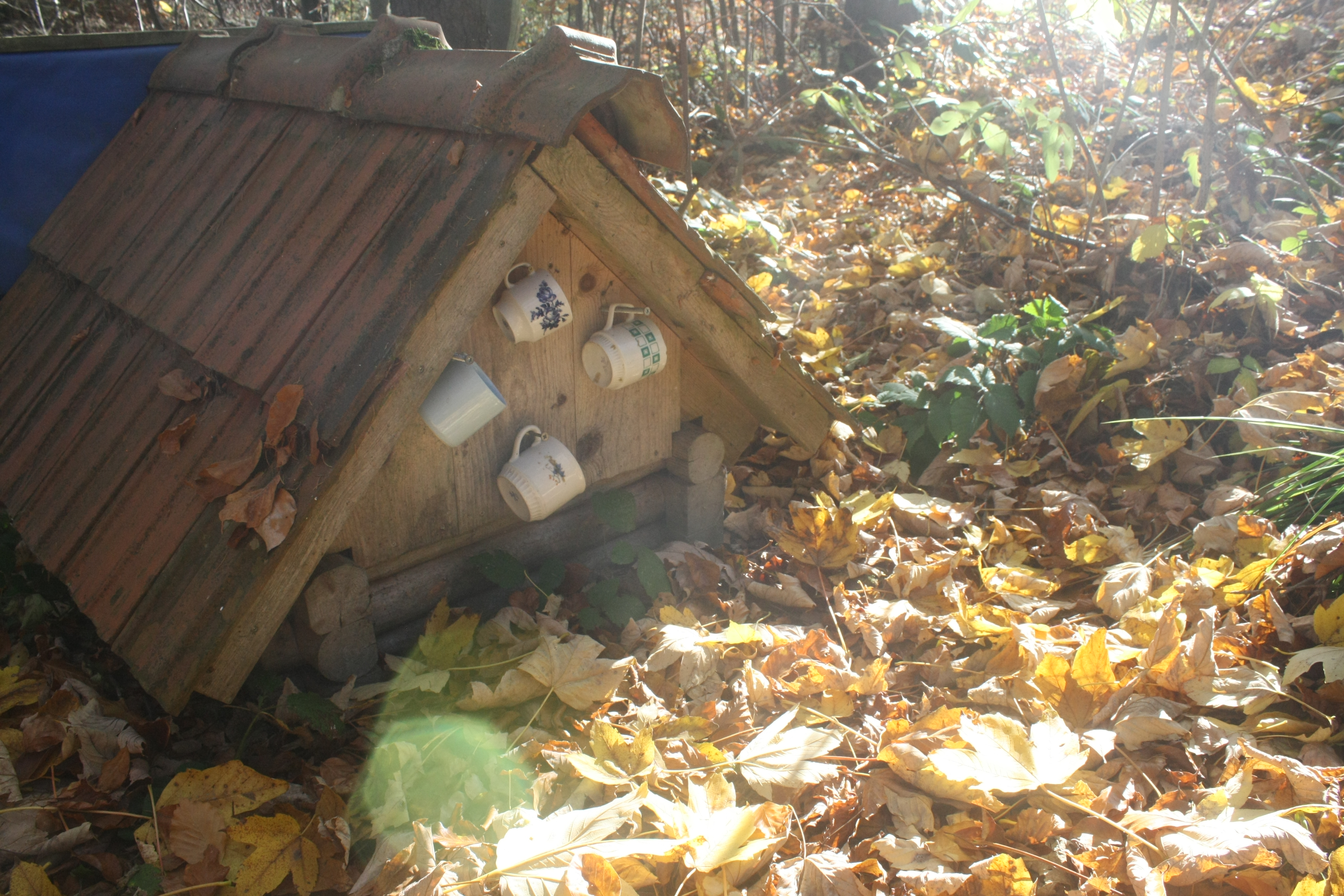
Hantlova studánka Pod Jasany

Přímo kolem rezervace prochází modrá turistická stezka, která protíná celý Blanský les.